# Challenger 1
De FV4030/4 Challenger 1 is een gevechtstank (Main Battle Tank) die tussen 1983 en 2001 in dienst was bij de British Army en later bij het de koninklijke Jordaanse landmacht waar de laatste voertuigen in 2022 uit dienst gingen.

## Geschiedenis
De oorsprong ligt bij een Iraanse bestelling bij het Britse Military Vehicles and Engineering Establishment (MVEE); men wilde de Chieftain vervangen door een verbeterd model. Daartoe liepen al verschillende Britse projecten waarin het gegoten staalpantser of vervangen werd door veel dikker aluminium of bedekt met modules met laminaatpantser dan wel blokken neokeramisch pantser (Chobham Armour). Uiteindelijk koos men voor een configuratie met een gegoten staalkern en Chobhammodules op de toren en voorste romp binnen een hoekige dunne gelaste stalen opbouw. Na de Iraanse Revolutie moest deze order geannuleerd worden. Echter was het MBT-80-project van het Verenigd Koninkrijk in diezelfde periode mislukt en werd de Britse landmacht nu de klant van het MVEE. Na eerst Cheviot genoemd te zijn werd de uiteindelijke naam 'Challenger', een naam die werd ontleend aan de Cruiser Mk VIII Challenger-tank uit de Tweede Wereldoorlog. Het voertuig werd uitgerust met een moderne hydropneumatische ophanging die duur was en onderhoudsgevoelig. De ouderwetse ophanging van de Chieftain stond geen hoge snelheden toe en omdat in wezen nog de romp van dat type werd gebruikt, was er  geen ruimte voor een goedkope torsiestaafophanging.
De productie begon in 1983 en liep door tot in 1990 toen 420 stuks waren gebouwd.
De Challenger 1 is onder meer gebruikt in de Eerste Golfoorlog en in de Oorlogen in Joegoslavië, onder andere bij de Kosovo Force.
Een gemoderniseerde versie van de Challenger 1 wordt nog door Jordanië gebruikt. In maart 1999 was het Britse leger met de nieuwe koning Abdoellah II van Jordanië overeengekomen om 288 tanks te sturen; najaar 2002 werd dit aantal met 100 verhoogd. Tegen 2002 waren ook alle Challenger 1-modellen vervangen door de nieuwe versie, de Challenger 2.
Voor het transport van deze zware tank heeft het Britse leger de Scammell Commander ingezet.

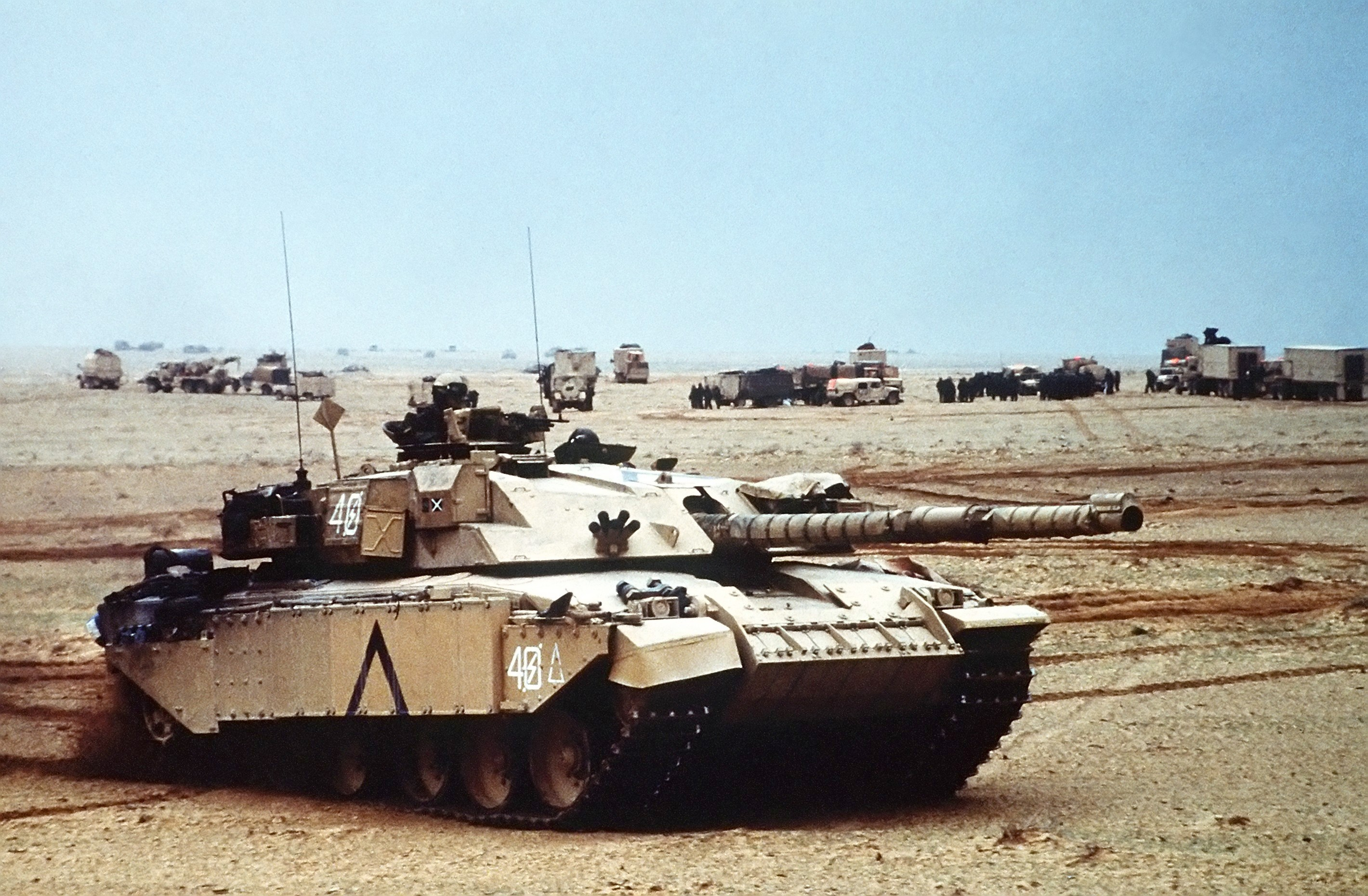
Challenger 1 van de Royal Scots Dragoon Guards tijdens de Golfoorlog bij Koeweit.
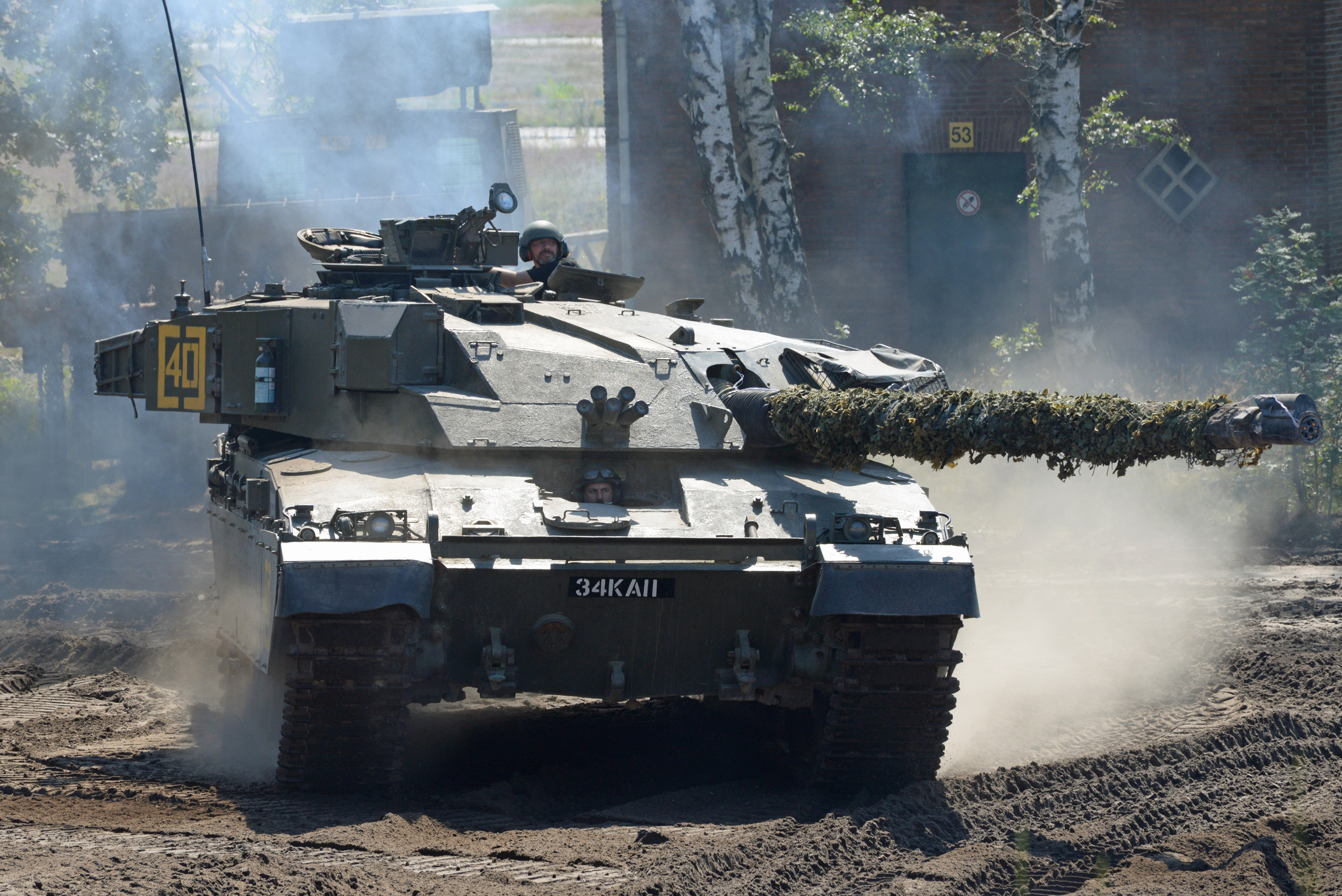
Challenger 1 tijdens tankevent
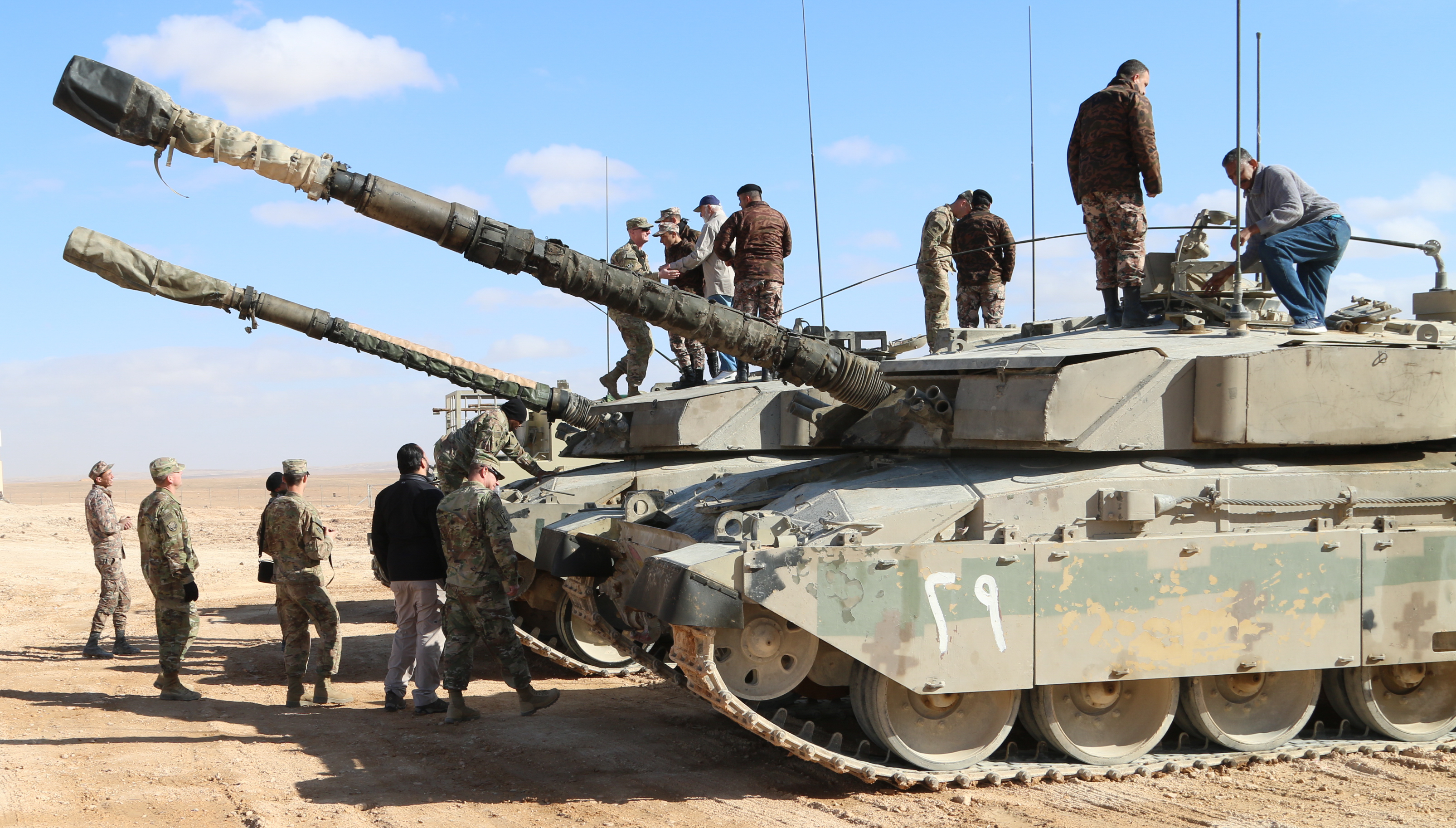
Jordaanse versie van de tank

## Vergelijkbare tanks uit dezelfde periode
- M1 Abrams
- Leopard 2